# Хартоно Рексо Дарсоно
 Хартоно Рексо Дарсоно (индон. Hartono Rekso Dharsono, 10 июня 1925 года, Пекалонган, Центральная Ява, Голландская Ост-Индия — 5 июня 1996 года, Бандунг, Западная Ява, Индонезия) — индонезийский военный, политический и государственный деятель, генерал-лейтенант, 1-й генеральный секретарь АСЕАН с 5 июня 1976 по 18 февраля 1978 года. Борец за независимость Индонезии.

## Биография

### Молодость
Хартоно Рексо Дарсоно родился в Пекалонгане на Центральной Яве. Он был девятым ребёнком радена Прайито Рексо, государственного служащего, работающего в том же городе. После окончания начальной школы в Пекалонгане, Дарсоно переехал в Семаранг, а затем в Джакарту для учёбы в неполной средней школе; затем он вернулся в Семаранг, чтобы окончить среднюю школу. В отличие от своих современников, Дарсоно не считал перспективной для себя военную карьеру, и уехал в Бандунг для учёбы в Техническом колледже (ныне — Бандунгский технологический институт).

### Военная карьера
После провозглашения независимости Индонезии 17 августа 1945 года, Дарсоно присоединился к армии молодого государства. Он поступил на службу в дивизию «Силиванги», где служил под командованием полковника Абдула Хариса Насутиона. Во время войны за независимость Индонезии Дарсоно принял участие в ряде крупных военных операций; в их числе — переход в 1948 году частей индонезийской армии из  Западной Явы, оставляемой Индонезией по условиям Ренвильского соглашения, в Центральную, а также подавление коммунистического восстания в восточнояванском городе Мадиун. За время войны Дарсоно прошёл путь от командира отряда до командира батальона.
После окончания Войны за независимость, дивизия «Силиванги» была вновь передислоцирована на Западную Яву, а Дарсоно стал начальником штаба 23-й бригады. На этом посту Дарсоно участвовал в разгроме Республики Южно-Молуккских островов. После этого он был отправлен в Нидерланды для получения дальнейшего военного образования.
Вернувшись в Индонезию в 1954 году, Дарсоно стал членом Генерального штаба сухопутных войск,а в 1956 году, его перевели в Магеланг на должность заместителя директора Национальной военной академии. После трёхлетней службы в Магеланге Дарсоно, вернулся в дивизию «Силиванги», где служил начальником по персоналу. В 1962 году он был назначен военным атташе в Великобритании. В 1964 году в очередной раз вернулся в дивизию «Силиванги» уже в качестве начальника штаба.

### Участие в разгроме «Движения 30 сентября»
В ночь с 30 сентября на 1 октября 1965 года левая военная группировка, известная как «Движение 30 сентября», организовала попытку государственного переворота, в ходе которой было похищено 6 генералов, занимавших важные командные посты, включая командующего армией Ахмада Яни. Командир дивизии «Силиванги» Ибрагим Аджи объявил о нейтралитете дивизии во внутриармейском конфликте. Однако Дарсоно 1 октября 1965 года поддержал выступившего против «Движения 30 сентября» генерала Сухарто, предоставив в его распоряжение батальон 328 дивизии «Силиванги», расквартированный в Джакарте. Сухарто использовал эту возможность и отправил батальон на штурм занятой мятежниками авиабазы Халим.
Когда Сухарто стал командующим армией, Дарсоно был назначен его помощником по кадрам. В 1966 году Дарсоно стал командующим дивизии «Силиванги».

### Радикал «нового порядка»
В августе 1966 года, Сухарто провёл семинар в Бандунге, на котором в отношении политических партий были выдвинуты три подхода:
1. статус-кво, поскольку политические партии функционируют во время власти Сукарно
2. реформа политических партий (что и было сделано — в итоге осталось три партии)
3. полная ликвидация политических партий.

Последний тезис был выдвинут Дарсоно: по его плану предполагалось, что вместо политических партий, депутаты парламента должны быть разделены на две группы: одна группа будет поддерживать правительство, а другая будет играть роль оппозиции. Он также предполагал, что эти группы не будет руководствоваться какой-либо конкретной идеологией, а будут основывать свою политику на принципах «нового порядка». В продвижении этого подхода, Дарсоно был поддержан Кемалем Идрисом и Сарво Эдди, известными как «радикалы нового порядка». Такие подходы были встречены политическими партиями враждебно, и наконец, в начале 1967 года, дебаты о политических партиях зашли в тупик.
Вопрос о политических партиях был вновь поднят в 1968 году после того, как Сухарто был законно избран президентом. Дарсоно вновь пришёл к нему с этим предложением, однако внёс в него ряд поправок умеренного толка. На этот раз он предлагал не полный отказ от партий, а сокращение их числа путём объединения всех имеющихся партий в две — одну проправительственную и одну оппозиционную. Сухарто проявил интерес к идее, но отказ Дарсоно убедить политические партии объединиться отбросил идею.
В 1969 году Дарсоно, отказавшись от умеренного подхода, попытался силой утвердить первоначальный вариант плана ликвидации партий на региональном Совете народных представителей Западной Явы; после провала этой акции он попал в опалу и был выслан за границу в качестве посла.

### Дипломатическая карьера
Дарсоно стал послом Индонезии в Таиланде, а в 1972 году был переведён в Камбоджу, одновременно выступая в качестве главы делегации Индонезии в Международной комиссии по контролю и надзору. В 1975 году он вернулся в Индонезию, где служил экспертом при правительстве.
В 1976 году Дарсоно был избран генеральным секретарём АСЕАН. В начале 1978 года, был опубликован студенческий памфлет, критиковавший Сухарто и его намерение баллотироваться на третий президентский срок. Сухарто решил отправить войска для подавления недовольства; после того, как Дарсоно возразил президенту, тот добился отстранения Дарсоно от должности генерального секретаря АСЕАН в феврале 1978 года.

### Оппозиция «новому порядку»
Дарсоно стал председателем корпорации «Propelat» и генеральным секретарём Форума по изучения армии, мозгового центра, созданного начальником штаба армии Видодо из армейских ветеранов для обсуждения текущих политических событий. По инициативе Сухарто Видодо распустил Форум.
В 1980 году Дарсоно подписал петицию пятидесяти видных членов индонезийского общества, критиковавших Сухарто, известную как Петиция пятидесяти. После этого его вынудили уйти в отставку с поста председателя корпорации, и следующие четыре года он провёл в стороне от политики.
В сентябре 1984 года после инцидента в Танджунг-Приок, в ходе которого армия во главе с Леонардусом Мурдани и Три Сутрисно подавила выступление радикально настроенных исламистов, Дарсоно, наряду с несколькими мусульманскими лидерами, подписал заявление о том, что данные о точном количестве жертв инцидента намеренно замалчиваются правительством.
В октябре 1984 года Дарсоно был арестован по обвинению в причастности к террористической атаке на Банк Центральной Азии. В 1986 году он был приговорён к 10 годам лишения свободы, затем срок сократили до 7 лет. С 1986 по 1990 год Дарсоно содержался в тюрьме «Чипинанг» в Джакарте.

### Смерть
Во время пребывания в тюрьме у Дарсоно начались проблемы с дыханием, а также с печенью. Хартоно Рексо Дарсоно скончался 5 июня 1996 года.